# دوغلاس دان (كاتب)
دوغلاس دان (بالإنجليزية: Douglas Dunn)‏ هو مترجم وكاتب وأمين مكتبة وشاعر بريطاني، ولد في 23 أكتوبر 1942 في Inchinnan ‏ في المملكة المتحدة.

## وصلات خارجية
- دوغلاس دان على موقع الموسوعة البريطانية (الإنجليزية)